# Ардрахан (станция)
Ардрахан — железнодорожная станция, обеспечивающая транспортной связью с одноимённой деревней в графстве Голуэй, Республика Ирландия.

## История
Станция создавалась, как часть железной дороги связывающей Энис с Атенри, в начале XX века вошла в состав Great Southern and Western Railway и затем — Great Southern Railways.
Была передана Coras Iompair Éireann по Транспортному Закону 1944 года, вступившему в силу с 1 января 1945 года. Пассажирское обслуживание прекращалось в 1976 году.

## Современность
Линия, проходящая через станцию, была восстановлена как часть Западного Железнодорожного Коридора (Western Railway Corridor), и сама станция открыта в конце марта 2010 года для пассажирского сообщения.